# 瀛洲古調
《瀛洲古調》琵琶譜。崇明島古稱瀛洲，《瀛洲古調》指流傳於崇明的古曲。最早見於明朝的《文板十二曲》抄本，可能隨著逃避太平天國戰亂而流傳至崇明一帶。1916年由沈肇州編成並由江蘇省教育廳出版，共45曲；1936年，沈肇州的學生徐立孫將之編成三卷：以沈肇州口授《通論》為上卷，《音樂初津》為中卷，《瀛州古調》為下卷，合稱《瀛洲古調》或《梅庵琵琶譜》；1941年，曹安和據劉天華所授當中12首譯成工尺譜和五線譜出版，名為《文板十二曲》。

## 曲目
共45曲，分慢板22首，快板17首，文板5首，武板1首。
- 慢板
  1. 《飛花點翠》
  2. 《美人思月》
  3. 《梅花點脂》
  4. 《月兒高》
  5. 《小銀槍》
  6. 《後小銀槍》
  7. 《蜻蜓點水》
  8. 《寒鵲爭梅》
  9. 《魚兒戲水》
  10. 《獅子滾綉球》
  11. 《雀欲回巢》
  12. 《纏珠簾》
  13. 《蘇堤春曉》
  14. 《三潭印月》
  15. 《柳弄春暉》
  16. 《美女春思》
  17. 《三仙橋》
  18. 《秋月穿波》
  19. 《嬌花映日》
  20. 《臨風柳翠》
  21. 《梅梢月》
  22. 《玉如意》
- 快板
  1. 《訴怨》
  2. 《鸝鳴深樹》
  3. 《矮子上扶梯》
  4. 《脫紅袍》
  5. 《雙躲》
  6. 《扳散手》
「扳」為琵琶技法，本曲重點表現扳的演奏。
  7. 《小十面》
  8. 《金橋勒馬》
  9. 《一馬雙駝》
  10. 《金湖龍》
  11. 《平沙潑浪》
  12. 《三通鼓》
  13. 《雲裏雁》
  14. 《平沙落雁》
  15. 《天鵝反掌》
  16. 《沙湖撩石》
  17. 《雙飛燕》
- 文板
  1. 《思春》
  2. 《昭君怨》
  3. 《泣顏回》
  4. 《傍妝台》
  5. 《漢宮秋月》
- 武板
  1. 《十面埋伏》

雖然譜中每曲都可單獨演奏，但當時亦會將多首樂曲聯奏成套曲，並有多種套法：
- 《飛花點翠》至《小銀槍》
- 《飛花點翠》至《魚兒戲水》
- 《蘇堤春曉》至《玉如意》
- 《訴怨》至《小十面》
- 《訴怨》至《沙湖撩石》
- 《思春》至《漢宮秋月》